# Kratos (thần thoại)
Trong thần thoại Hy Lạp, Kratos hoặc Cratus (tiếng Hy Lạp cổ đại: Κράτος) là con của Pallas và Styx, đại diện cho sức mạnh thể chất (strength). Kratos và các anh em họ—Nike ("chiến thắng" - "Victory"), Bia ("sức lực" - "force"), and Zelus ("vinh quang" - "glory")—là những vị thần bảo hộ bên sườn (sóng bầu trời) của Mười hai vị thần trên đỉnh Olympus Zeus. Thần này xuất hiện trong tác phẩm của Aeschylus Prometheus Bound, trong đó thần là một trong 3 vị thần
liên kết với tên chung Titan, hai thần kia là Hephaestus và Bia.